# Astrotorhynchus bifidus
Astrotorhynchus bifidus är en plattmaskart som först beskrevs av M'Intosh 1874.  Astrotorhynchus bifidus ingår i släktet Astrotorhynchus, och familjen Trigonostomidae. Arten är reproducerande i Sverige.